# モンカタバミ
モンカタバミ（紋片喰・紋酢漿草、学名：Oxalis tetraphylla）は、カタバミ科カタバミ属の多年草。メキシコ原産。カタバミ属には3小葉からなる三出複葉を生じる種が多いのに対し、本種は4小葉からなる複葉を生じる。観賞用に栽培される。別名ヨツバカタバミ。

## 形態
地上茎はない。地中の直径3～4cmになる肉質の鱗茎から、長さ10～30cmの葉柄が根出し、その先端に長さ4cmほどの倒心臓形または倒卵形の小葉が4枚つく。各小葉の基部には紫褐色の斑紋が入る。夏から秋にかけて長さ30～40cmの花茎を複数伸ばし、径1.8cmほどの桃紅色の5弁花を散形に10個ほど咲かせる。

## 名称
種小名の tetraphylla は「4つ葉の」の意味。またシノニムの Oxalis deppei は18世紀ドイツの博物学者フェルディナント・デッペに対する献名である。和名では葉の紋様からモンカタバミ、または4枚の小葉からヨツバカタバミの名がある。一般名としては、園芸品種名から「アイアン・クロス」、また4枚の小葉から「ラッキー・クローバー」とも呼ばれるが、本来のクローバー（シロツメクサ）とは全く別の植物である。

## 利用
観賞用に栽培される。特にドイツでは、新年を迎えるための縁起物として、煙突掃除人・幸運のキノコ・豚・テントウムシなどの幸運を呼ぶとされる人形と取りあわせた本種の鉢物が飾られる。ただし、縁起物とされているのは「四つ葉のクローバー」であり、本種はその代用として用いられているものである。鱗茎や葉は食用にもなる。

## 関連種
- ゴヨウカタバミ（Oxalis pentaphylla）[9] - 「4つ葉の」の意の種小名を持つモンカタバミに対し、「5つ葉の」の意の種小名を持つ同属種。ただし、各小葉は細長い線形であり、モンカタバミとは大きく姿が異なる。また小葉の数は6枚以上になることもある。別名マツバカタバミ。

## 脚注

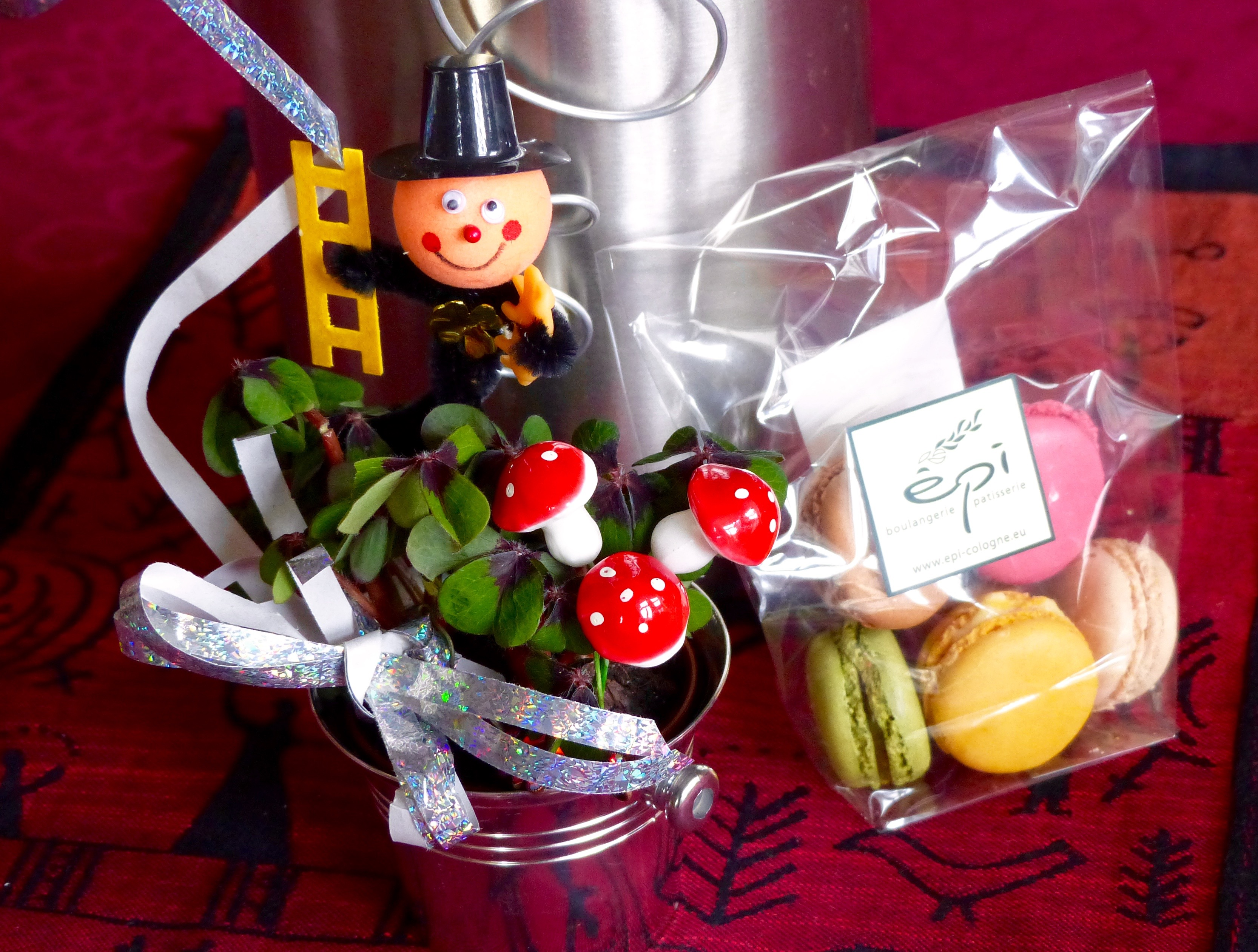
ドイツの新年飾り